# Гелен Валері Гейман
Баронеса Гелен Валері Гейман (англ. Helene Valerie Hayman, Baroness Hayman) — лорд-спікер Палати лордів Парламенту Великої Британії (4 липня 2006-31 серпня 2011).

## Приватне життя
Народилася в 1949 році в місті Вулвергемптон. В 1969 закінчила Кембриджський університет. Вийшла заміж в 1974 році за Мартіна Гіткоута Геймана (англ. Martin Heathcote Hayman), має 4 синів.

## Кар'єра
У 1974–1979 роках — член Парламенту Великої Британії від Лейбористської партії.
2 січня 1996 року отримала звання довічного пера і титул баронеси Гейман.
Крім політичної діяльності активно займалася питаннями, пов'язаними з охороною здоров'я. Була членом ряду комітетів з медичної етики, працювала в керуючих органах державної системи охорони здоров'я і співпрацювала з різними благодійними організаціями.
У липні 2006 обрана першим спікером Палати лордів Парламенту Великої Британії.
Раніше спікер в Палаті лордів не обирався і цю роль виконував лорд-канцлер, який призначається прем'єр-міністром. Лорд-спікер не грає політичної ролі і займає нейтральну позицію. В рамках своїх основних функцій лорд-спікер представляє діяльність Палати лордів всередині країни і за кордоном, головує на засіданнях Палати лордів і вносить пропозиції щодо процедур її роботи.